# 走り出す季節
「走り出す季節」（はしりだすきせつ）は、redballoonの2枚目のシングル。

## 解説
- 前作「雪のツバサ」のリリースから4ヶ月でのシングル。
- 期間限定生産盤と通常盤では発売日が異なる。
- 期間限定生産盤には、ミュージッククリップDVDが付く。

## 収録曲
1. 走り出す季節
作詞/作曲：村屋光二　編曲：redballoon、本間昭光
  - 日本テレビ系全国ネット「ぐるぐるナインティナイン」エンディングテーマ
  - テレビ東京系「JAPAN COUNTDOWN」3月度エンディングテーマ
2. 時は風のように
作詞/作曲：村屋光二　編曲：redballoon
3. 雪のツバサ　〜KASC MIX〜
作詞；井上秋緒 作曲：村屋光二 編曲：redballoon、河野圭

## 収録アルバム
- 『FIRST STORY』（2007年9月5日）